# Canton de Sainte-Geneviève-sur-Argence
Le canton de Sainte-Geneviève-sur-Argence est une ancienne division administrative française située dans le département de l'Aveyron et la région Occitanie.

## Géographie
Ce canton était organisé autour de Sainte-Geneviève-sur-Argence dans l'arrondissement de Rodez. Son altitude variait de 316 m (Sainte-Geneviève-sur-Argence) à 1 303 m (Alpuech) pour une altitude moyenne de 956 m.

## Histoire
- De 1833 à 1840, les cantons de Sainte-Geneviève et de Saint-Amans-des-Cots avaient le même conseiller général. Le nombre de conseillers généraux était limité à 30 par département[1].

- De 1840 à 1848, les cantons de Mur-de-Barrez et de Sainte-Geneviève avaient le même conseiller général. Le nombre de conseillers généraux était limité à 30 par département[2].

- Pierre Jean Joseph Goutal, 30 ans, médecin, élu en 1904, s'est suicidé le jour de la première session du conseil général, le 25 juin 1904.

### Conseillers généraux de 1833 à 2015
| Période                                  | Période          | Identité                                         | Étiquette         | Qualité |
| ---------------------------------------- | ---------------- | ------------------------------------------------ | ----------------- | --- |
| 1833                                     | 1840             | Charles Denis Eustache Théodore Noël             |                   | Avocat à Espalion |
| 1840                                     | 1848             | Emile de Suze                                    |                   | Propriétaire à Mur-de-Barrez |
| 1848                                     | 1852             | Victor Daude                                     |                   | Juge de paix, maire de Sainte-Geneviève-sur-Argence (1829-1836)                                                                                  |
| 1852                                     | 1871             | Jérôme Étienne Puech                             |                   | Juge de paix, ancien maire de Graissac, ancien conseiller d'arrondissement                                                                       |
| 1871                                     | 1880             | Eugène Joseph Marie Sylvain Valadier (1838-1912) | Droite            | Propriétaire à Paulhac (Lacalm) |
| 1880                                     | 1884 (démission) | Émile Devic                                      | Droite            | Avocat, député (1881-1884) Président du Tribunal civil d'Espalion                                                                                |
| 1884                                     | 1886             | Eugène Joseph Marie Sylvain Valadier             | Droite            | Propriétaire à Paulhac (Lacalm) |
| 1886                                     | 1898             | Auguste Labarthe                                 | Républicain       | Commissaire du Gouvernement près le Conseil de Préfecture de la Seine                                                                            |
| 1898                                     | 1904             | Jean-Baptiste Blanc                              | Rad.              | Médecin, maire de Sainte-Geneviève-sur-Argence, conseiller d'arrondissement                                                                      |
| 1904                                     | 1904 (décès),    | Pierre-Jean-Joseph Goutal                        |                   | Médecin à Sainte-Geneviève-sur-Argence |
| 1904                                     | 1910             | Jean-Raymond Chaudières                          | Conservateur      | Propriétaire à Cayrac, commune de Vitrac-en-Viadène                                                                                              |
| 1910                                     | 1919 (décès)     | Louis Émile Cocural (1880-1919)                  | Act.lib.          | Médecin à Sainte-Geneviève-sur-Argence |
| 1919                                     | 1925             | Amans Cayron                                     |                   | Notaire Maire de Sainte-Geneviève-sur-Argence (1922-1935), conseiller d'arrondissement                                                           |
| 1925                                     | 1940             | Alexis Maynier                                   | Conservateur      | Médecin à Sainte-Geneviève-sur-Argence Maire de Cantoin (1929-1959) Nommé conseiller départemental en 1943 Déclaré inéligible le 15 janvier 1945 |
|                                          |                  |                                                  |                   | |
| 1945                                     | 1959 (décès)     | Alexis Maynier                                   | Conservateur      | Médecin à Sainte-Geneviève-sur-Argence Maire de Cantoin (1929-1959)                                                                              |
| 17 août 1959                             | 1999 (décès)     | Bernard Maynier (Fils du précédent)              | DVD puis app. UDF | Agriculteur Maire de Cantoin (1959-1971) Maire de Sainte-Geneviève-sur-Argence (1975-1995)                                                       |
| 1999                                     | 2015             | Renée-Claude Coussergues                         | DVD               | Assistante sociale retraitée Maire de Sainte-Geneviève-sur-Argence (1995-2014)                                                                   |
| Les données manquantes sont à compléter. |                  |                                                  |                   | |

### Résultats électoraux détaillés
- Élections cantonales de 2001 : Renée-Claude Coussergues (Divers droite) est élue au second tour avec 56,04 % des suffrages exprimés, devant Antoine Maynier (Divers droite) (43,96 %). Le taux de participation est de 82,27 % (1 680 votants sur 2 042 inscrits)[10].
- Élections cantonales de 2008 : Renée-Claude Coussergues (Divers droite) est élue au premier tour avec 55,88 % des suffrages exprimés, devant Noël Entraygues (Divers droite) (44,12 %). Le taux de participation est de 85,81 % (1 681 votants sur 1 959 inscrits)[11].

### Conseillers d'arrondissement (de 1833 à 1940)
Le canton de Sainte-Geneviève faisait partie de l'arrondissement d'Espalion jusqu'en 1926, date de sa disparition.
| Période                                  | Période          | Identité                                  | Étiquette    | Qualité |
| ---------------------------------------- | ---------------- | ----------------------------------------- | ------------ | --- |
| 1833                                     | 1852             | Jérôme Étienne Puech                      |              | Maire de Graissac (1824-1852)                                                                               |
| 1852                                     | 1880             | Hippolyte Alexandre Lebréjal              |              | Notaire, géomètre expert, maire de Cantoin (1848-1873)                                                      |
| 1880                                     | 1898             | Jean-Baptiste Blanc                       | Républicain  | Médecin à Orlhaguet, maire de Sainte-Geneviève-sur-Argence                                                  |
| 1898                                     | 1901             | Jean-Raymond Chaudières                   |              | Propriétaire au Cayrac, Lacalm                                                                              |
| 1901                                     | 1919             | Amans Cayron                              |              | Notaire à Sainte-Geneviève-sur-Argence                                                                      |
| 1919                                     | Oct.1935 (décès) | Jean-François-Auguste Gaubert (1869-1935) | Radical      | Propriétaire à Orlhaguet, Sainte-Geneviève-sur-Argence, suppléant du juge de paix                           |
| 1935                                     | 1940             | Adrien Astruc                             | Conservateur | Médecin, maire de La Terrisse de 1920 à 1943                                                                |
| 1940                                     |                  |                                           |              | Les conseils d'arrondissement ont été suspendus par la loi du 12 octobre 1940 et n'ont jamais été réactivés |
| Les données manquantes sont à compléter. |                  |                                           |              | |

## Composition
Le canton de Sainte-Geneviève-sur-Argence, d'une superficie de 194 km2, était composé de sept communes
.
| Nom                                      | Code Insee | Intercommunalité               | Superficie (km2) | Population (dernière pop. légale) | Densité (hab./km2) |
| ---------------------------------------- | ---------- | ------------------------------ | ---------------- | --------------------------------- | ------------------ |
| Sainte-Geneviève-sur-Argence (chef-lieu) | 12223      | CC de l'Argence                | 43,40            | 977 (2013)                        | 23                 |
| Alpuech                                  | 12005      | CC de l'Argence                | 14,88            | 64 (2013)                         | 4,3                |
| Cantoin                                  | 12051      | CC Aubrac, Carladez et Viadène | 42,37            | 316 (2014)                        | 7,5                |
| Graissac                                 | 12112      | CC de l'Argence                | 22,42            | 211 (2013)                        | 9,4                |
| Lacalm                                   | 12117      | CC de l'Argence                | 26,49            | 185 (2013)                        | 7                  |
| La Terrisse                              | 12279      | CC de l'Argence                | 27,60            | 152 (2013)                        | 5,5                |
| Vitrac-en-Viadène                        | 12304      | CC de l'Argence                | 16,99            | 116 (2013)                        | 6,8                |

## Démographie

### Évolution démographique
| 1962  | 1968  | 1975  | 1982  | 1990  | 1999  | 2006  | 2011  | 2012  |
| ----- | ----- | ----- | ----- | ----- | ----- | ----- | ----- | ----- |
| 3 210 | 2 942 | 2 547 | 2 603 | 2 363 | 2 131 | 2 127 | 2 065 | 2 039 |

### Âge de la population
La pyramide des âges, à savoir la répartition par sexe et âge de la population, du canton de Sainte-Geneviève-sur-Argence en 2009 ainsi que, comparativement, celle du département de l'Aveyron la même année sont représentées avec les graphiques ci-dessous.
La population du canton comporte 50,4 % d'hommes et 49,6 % de femmes. Elle présente en 2009 une structure par grands groupes d'âge plus âgée que celle de la France métropolitaine. 
Il existe en effet 38 jeunes de moins de 20 ans pour cent personnes de plus de 60 ans, alors que pour la France l'indice de jeunesse, qui est égal à la division de la part des moins de 20 ans par la part des plus de 60 ans, est de 1,06. L'indice de jeunesse du canton est également inférieur à celui  du département (0,67) et à celui de la région (0,89).
| Hommes | Classe d’âge | Femmes |
| ------ | ------------ | ------ |
| 1,2    | 90 ans ou +  | 2,2    |
| 14,1   | 75 à 89 ans  | 19,5   |
| 23,8   | 60 à 74 ans  | 20,4   |
| 22,4   | 45 à 59 ans  | 20,8   |
| 15,4   | 30 à 44 ans  | 16,1   |
| 10,9   | 15 à 29 ans  | 8,1    |
| 12,1   | 0 à 14 ans   | 13,0   |

| Hommes | Classe d’âge | Femmes |
| ------ | ------------ | ------ |
| 0,6    | 90 ans ou +  | 1,7    |
| 10,2   | 75 à 89 ans  | 14,2   |
| 16,9   | 60 à 74 ans  | 17,5   |
| 21,6   | 45 à 59 ans  | 20,3   |
| 18,9   | 30 à 44 ans  | 17,8   |
| 15,1   | 15 à 29 ans  | 13,4   |
| 16,7   | 0 à 14 ans   | 15,1   |